# Campionato mondiale femminile di pallacanestro 1971
La VI edizione del Campionato mondiale di pallacanestro femminile si disputò in Brasile dal 15 al 29 maggio 1971.

## Squadre partecipanti
| Gruppo A - Cecoslovacchia - Giappone - Australia - Madagascar | Gruppo B - Francia - Corea del Sud - Stati Uniti - Ecuador | Gruppo C - Unione Sovietica - Cuba - Canada - Argentina |

- Brasile ammesso direttamente alla seconda fase

## Risultati

### Turno preliminare

#### Girone A
| Squadra        | G | V | P | PF  | PS  | DP   | P.ti |
| -------------- | - | - | - | --- | --- | ---- | ---- |
| Cecoslovacchia | 3 | 3 | 0 | 258 | 131 | +127 | 6    |
| Giappone       | 3 | 2 | 1 | 256 | 142 | +114 | 5    |
| Australia      | 3 | 1 | 2 | 174 | 206 | -32  | 4    |
| Madagascar     | 3 | 0 | 3 | 122 | 331 | −209 | 3    |

#### Girone B
| Squadra       | G | V | P | PF  | PS  | DP   | P.ti |
| ------------- | - | - | - | --- | --- | ---- | ---- |
| Corea del Sud | 3 | 3 | 0 | 243 | 138 | +105 | 6    |
| Francia       | 3 | 2 | 1 | 199 | 162 | +37  | 5    |
| Stati Uniti   | 3 | 1 | 2 | 177 | 190 | −13  | 4    |
| Ecuador       | 3 | 0 | 3 | 122 | 251 | -129 | 3    |

#### Girone C
| Squadra          | G | V | P | PF  | PS  | DP   | P.ti |
| ---------------- | - | - | - | --- | --- | ---- | ---- |
| Unione Sovietica | 3 | 3 | 0 | 244 | 103 | +131 | 6    |
| Cuba             | 3 | 2 | 1 | 160 | 164 | -4   | 5    |
| Canada           | 3 | 1 | 2 | 154 | 206 | -52  | 4    |
| Argentina        | 3 | 0 | 3 | 107 | 192 | −85  | 3    |

### Fase finale

#### Primo-Settimo posto
| Squadra          | P.ti | G | V | P | PF  | PS  | DP   |
| ---------------- | ---- | - | - | - | --- | --- | ---- |
| Unione Sovietica | 12   | 6 | 6 | 0 | 521 | 334 | +187 |
| Cecoslovacchia   | 10   | 6 | 4 | 2 | 418 | 386 | +34  |
| Brasile          | 10   | 6 | 4 | 2 | 372 | 399 | -27  |
| Corea del Sud    | 9    | 6 | 3 | 3 | 414 | 412 | +2   |
| Giappone         | 8    | 6 | 2 | 4 | 365 | 419 | -54  |
| Francia          | 7    | 6 | 1 | 5 | 336 | 410 | -74  |
| Cuba             | 7    | 6 | 1 | 5 | 349 | 415 | -66  |

#### Ottavo-Tredicesimo posto
| Squadra     | G | V | P | PF  | PS  | DP   | P.ti |
| ----------- | - | - | - | --- | --- | ---- | ---- |
| Stati Uniti | 5 | 5 | 0 | 357 | 280 | +77  | 10   |
| Australia   | 5 | 4 | 1 | 320 | 249 | +71  | 9    |
| Canada      | 5 | 3 | 2 | 353 | 317 | +36  | 8    |
| Argentina   | 5 | 2 | 3 | 327 | 326 | +1   | 7    |
| Ecuador     | 5 | 1 | 4 | 320 | 343 | −23  | 6    |
| Madagascar  | 5 | 0 | 5 | 248 | 410 | −162 | 5    |

## Classifica finale
| Campione del Mondo | Campione del Mondo | Campione del Mondo |
| --- | ------------------ | --- |
| Unione Sovietica4 Rupšienė, 5 Kobzeva, 6 Kurv'jakova, 7 Lemechova, 8 Semënova, 9 Vinčaitė, 10 Dmitrieva, 11 Zacharova, 12 Ferjabnikova, 13 Guseva, 14 Dauniene, 15 Klimova, All. Lidija Alekseeva |                    | |
| Argento | Cecoslovacchia     | Cecoslovacchia4 Grégrová, 5 Spejchalová, 6 Soukupová, 7 Jarošová, 8 Dekanová, 9 Zoubková, 10 Polláková, 11 Jošková, 12 Coufalová, 13 Jirásková, 14 Petrovičová, 15 Jindrová, All. Ján Hluchý          |
| Bronzo | Brasile            | Brasile4 Laís Elena, 5 Heleninha, 6 Odila, 7 Elzinha, 8 Nilza, 9 Maria Helena, 10 Norminha, 11 Jacy, 12 Nadir, 13 Marlene, 14 Delcy, 15 Benedita, All. Waldir Pagan                                   |
| 4. | Corea del Sud      | Corea del Sud4 Kim Y., 5 Im, 6 Jo Yeong-ja, 7 Kim J., 8 Yun, 9 Jo Yeong-sun, 10 Jo Yeong-suk, 11 Hwang, 12 Jo B., 13 Ju, 14 Park, 15 Kang, All. Lee Gyeong-jae                                        |
| 5. | Giappone           | Giappone4 Maeda, 5 Aragaki, 6 Tsuboi, 7 J. Kuroda, 8 Kumagai, 9 Ko, 10 Gosima, 11 Wada, 12 S. Kuroda, 13 Wakitashiro, 14 Satake, 15 Nisimura, All. Masatoshi Ozaki                                    |
| 6. | Francia            | Francia4 Prugneau, 5 Quiblier, 6 Guidotti, 7 Dulac, 8 Delachet, 9 Passemard, 10 Chazalon, 11 Le Ray, 12 Guinchard, 13 Riffiod, 14 Peter, 15 Martin, All. Joë Jaunay                                   |
| 7. | Cuba               | Cuba4 Vázquez, 5 González, 6 Olivera, 7 Cupull, 8 Borrero, 9 Reynoso, 10 Charro, 11 Jova, 12 de la Paz, 13 Mojena, 14 Skeet, 15 Serret, All. Ivan Todorov                                             |
| 8. | Stati Uniti        | Stati Uniti4 Rapp, 5 Dornak, 6 Bowser, 7 Mosher, 8 Washington, 9 Gamble, 10 Bollinger, 11 Ramsey, 12 Shieldknight, 13 Mindemann, 14 DeBerry, 15 Schneider, All. Alberta Cox                           |
| 9. | Australia          | Australia4 Bauer, 5 Bain, 6 C. Waters, 7 Franks, 8 Hammond, 9 Rowe, 10 Dhu, 11 Tomlinson, 12 Hannett, 13 Y. Waters, 14 Verzeletti, 15 Hynes, All. Merv Harris                                         |
| 10. | Canada             | Canada4 Curry, 5 Witzel, 6 Douthwright, 7 Savege, 8 Radanovich, 9 Sargent, 10 Ross, 11 Hamerton, 12 Williams, 13 Tatham, 14 Gensick, 15 Coutts, All. Darlene Currie                                   |
| 11. | Argentina          | Argentina4 Almirante, 5 Blanco, 6 Moreno, 7 Castillo, 8 Nine, 9 Escobar, 10 Gaitán, 11 Lando, 12 Rivero, 13 Calderón, 14 Branzuel, 15 Ravazzoli, All. Pedro Bátiz                                     |
| 12. | Ecuador            | Ecuador4 Bravo, 5 Triviño, 6 Beltrán, 7 Leverone, 8 Cruz, 9 Ortiz, 10 Tenorio, 11 Villacís, 12 Tomalá, 13 Luzuriaga, 14 Jijón, 15 Prado, All. Phil Fiterer                                            |
| 13. | Madagascar         | Madagascar4 Ranarilala, 5 Rebakovelo, 6 Rabakoarivelo, 7 C. Ratsimbasoa, 8 Riama, 9 Raboranto, 10 Rinovona, 11 Ramaniraka, 12 Raza, 13 Fara Solo, 14 Rajaofera, 15 L. Ratsimbasoa, All. Jean Realison |